# Wilhelm Fischer (Mediziner)

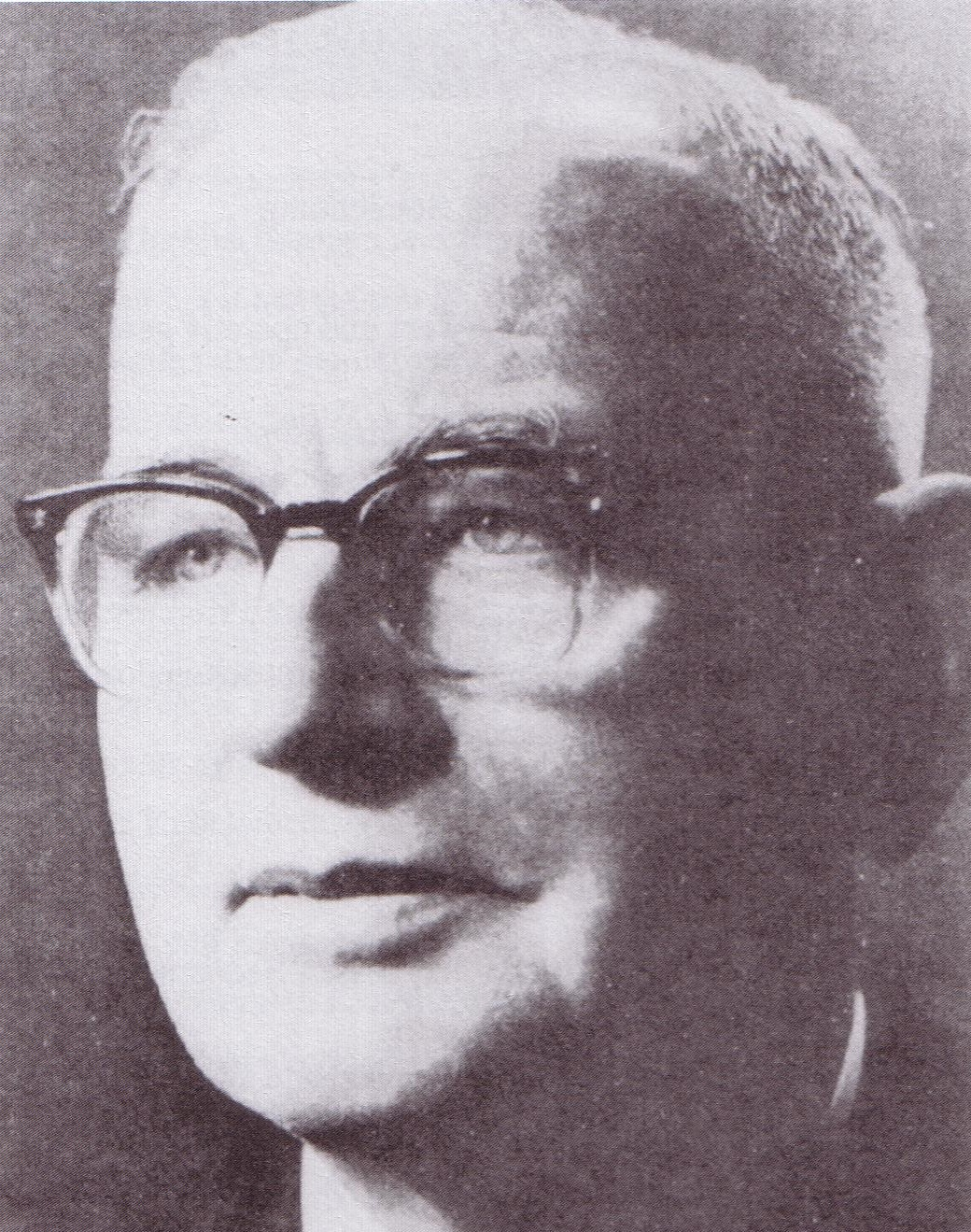
Albert Wilhelm Fischer

Johann Albert Wilhelm Fischer (* 10. August 1892 in Berlin-Steglitz; † 10. August 1969 in Berlin) war ein deutscher Chirurg und Hochschullehrer in Frankfurt am Main, Gießen und Kiel.

## Leben
Fischers Eltern waren der Regierungsbaumeister Albert Fischer und seine Frau Agnes geb. Fischer. Fischer heiratete am 25. August 1915 Mathilde Jaeger. Sie bekamen die Kinder Heinz (1917), Ilse (1919), Helmut (1926) und Klaus (1936). Heinz fiel 1943 bei der Luftwaffe (Wehrmacht) als Flieger eines Sturzkampfflugzeugs. Ilse starb 1949 an einer Sepsis.
Fischer besuchte das Realgymnasium Lichterfelde, das er Ostern 1910 mit dem Abitur verließ. Er studierte zunächst an der Albert-Ludwigs-Universität Freiburg Medizin. 1910 wurde er im Corps Rhenania Freiburg aktiv. Als Inaktiver wechselte er an die Universität Rostock, die Friedrich-Wilhelms-Universität zu Berlin und die Friedrichs-Universität Halle. Mit dem Staatsexamen am 4. März 1915 wurde er als Arzt approbiert und zum Dr. med. promoviert. Den Kriegsdienst leistete er im Rang eines Unterarztes, dann als Assistenzarzt d. R. und ab 1917 als Oberarzt d. R. bis zum 30. September 1919. Vom 1. Januar 1919 war er Volontär, dann Assistent für Pathologie an der Universität Halle und Chirurg bei Victor Schmieden an der Universität Frankfurt am Main, am Universitätsklinikum Frankfurt am Main. Bei ihm habilitierte er sich am 31. Mai 1923. Ab 1. Oktober 1924 war er Oberarzt und Privatdozent. Er war ab 14. März 1928 a.o. Professor für Chirurgie in Frankfurt und hatte einen Lehrauftrag für Unfallchirurgie.
Nach Nennungen 1931 in Düsseldorf und 1932 in Köln folgte er am 1. Oktober 1933 dem Ruf der Hessischen Ludwigs-Universität auf ihren Lehrstuhl für Chirurgie. Am 1. April 1938 wurde er als Direktor der Chirurgischen Klinik an die Christian-Albrechts-Universität zu Kiel berufen. 1941/1942 war er Dekan der Medizinischen Fakultät. Berufungen an die Schlesische Friedrich-Wilhelms-Universität und die Medizinische Akademie Düsseldorf lehnte er ab.
Zum 1. Mai 1933 trat er der NSDAP bei (Mitgliedsnummer 2.246.486). Eine Bitte des NSKK, die Chirurgische Klinik Gießen als Rettungsstelle für motorsportliche Veranstaltungen nutzen zu können, konnte von A.W. Fischer nicht ausgeschlagen werden. Ihm wurde als Dank der Rang eines Gruppenführers verliehen. A.W. Fischer nahm jedoch nie am Dienst teil, was auch nicht erwartet wurde. 1937 trat er der SS bei.
Am 10. November 1938 wurden in Folge der nationalsozialistischen Novemberpogrome die beiden jüdischen Kaufleute Lask und Leven mit lebensbedrohlichen Bauch-Darm und Kopf-Brust-Schussverletzungen in die Chirurgische Klinik Kiel eingeliefert. Die Wahrnehmung der ärztlichen Pflichten für die beiden Schwerverletzten stand für A.W. Fischer laut eigener Aussage in seinem Entnazifizierungsverfahren außer Frage. Da für dieses ärztliche Handeln jedoch erhebliche Konsequenzen drohten, wurden die jüdischen Kaufleute von ihm persönlich operiert und nachbehandelt. Die drohenden Konsequenzen für die Klinik und das Personal konnten mit Glück abgewendet werden. Für die erfolgreiche medizinische Behandlung des Stabschefs Theuermann wurde Fischer 1943 zum Obersturmführer ernannt und sein Rang als beratender Chirurg der Marine 1944 dem eines Sturmbannführers angeglichen. Entsprechende Ämter oder Aufgaben auch nichtärztlicher Natur hatte Fischer jedoch in der SS nie inne.
Nach Kriegsende wurde der Lehrstuhl für Chirurgie an der Christian-Albrechts-Universität zu Kiel während der Internierung von A.W. Fischer neu besetzt. Trotz Rehabilitierung und Entnazifizierung konnte Fischer nicht an seine Klinik zurückkehren. Er übernahm am 1. April 1951 die neu eingerichtete Abteilung Kiel-Wik der Chirurgischen Universitätsklinik. Am 15. November 1948 war er bereits erneut ins Beamtenverhältnis auf Lebenszeit berufen und zum planmäßigen Professor für Chirurgie ernannt worden. Bis zum 30. September 1962 hielt A.W. Fischer wieder Vorlesungen und nahm Prüfungen ab. Ab 1. März 1953 war er zugleich ehrenamtlicher Leiter der Abteilung Wik des DRK-Anschar-Krankenhauses und des Hauses Quickborn in Kiel. 1954 leitete er die 73. Tagung der Vereinigung Nordwestdeutscher Chirurgen. Fischer starb nach kurzer schwerer Krankheit, die auf alte Leiden zurückgeführt wurde.

## Habilitanden
Bei Fischer habilitierten sich für Chirurgie:
1. Richard Maatz (1940)
2. Otto Henningsen (1940)
3. Heinz Grießmann (1941), Chef in Neumünster
4. Robert Herget (1944), apl. Professor, Chef im Essener Huyssens-Stift
5. Horst Reich (1945)

## Ehrenmitgliedschaften

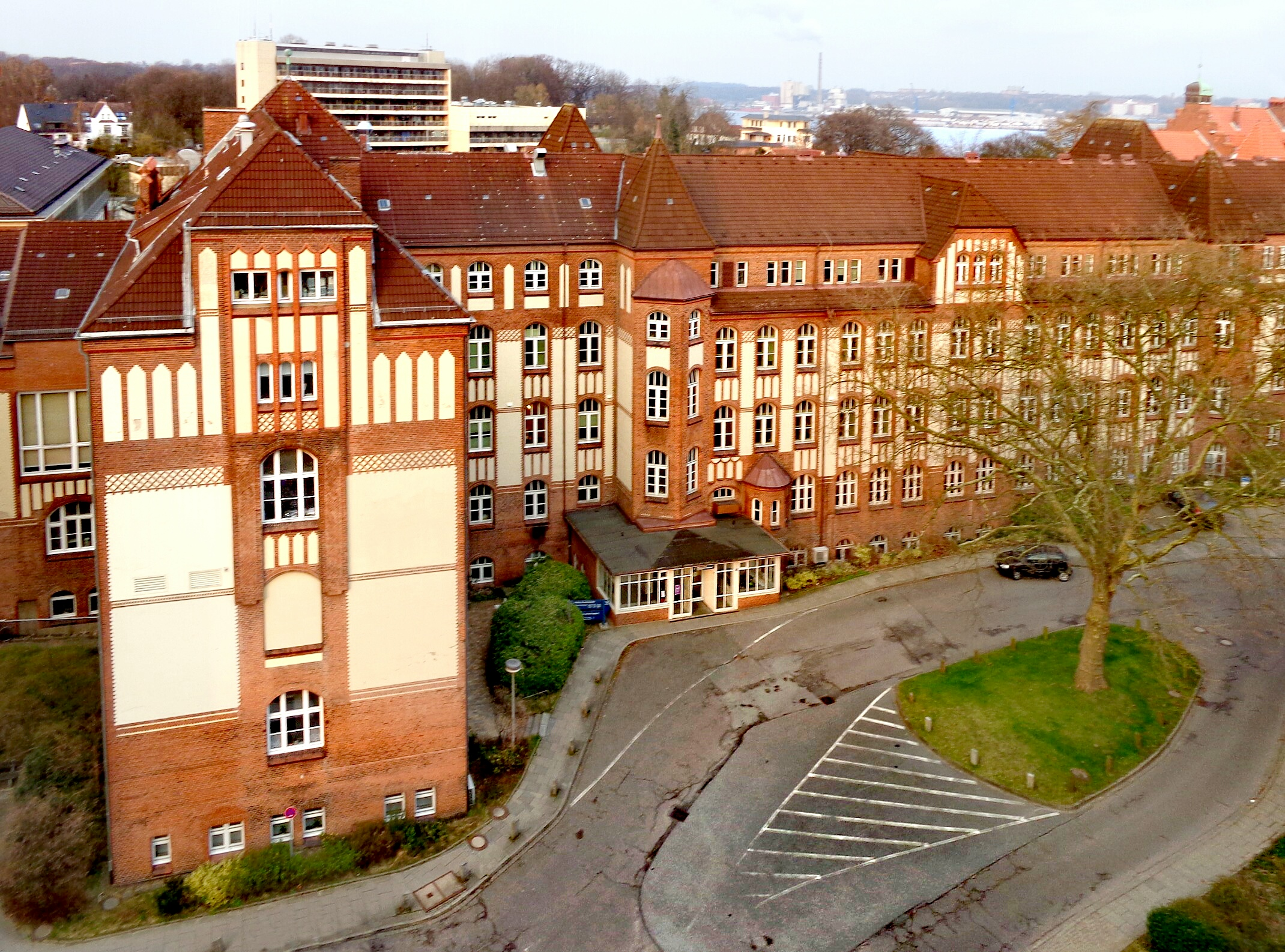
Alte Kieler Chirurgie. Das Dach über der Zufahrt ist abgetragen.

- 1951 Deutsche Gesellschaft für Unfallheilkunde
- 1958 Medizinische Gesellschaft Kiel
- 1962 Vereinigung Nordwestdeutscher Chirurgen
- 1963 Mittelrheinische Chirurgenvereinigung
- 1963 Deutsche Gesellschaft für Röntgenologie
- 1964 Sektion Chirurgie der Deutschen Gesellschaft für klinische Medizin der DDR.
- 1967 International College of Surgeons (nach mehrjähriger Präsidentschaft)
- 1969 Deutsche Gesellschaft für Chirurgie

## Ehrungen
- 1957 Ehrenzeichen des Deutschen Roten Kreuzes als Landesarzt
- 1960 Goldene Verdienstnadel des ADAC als Berater
- 1962 Wahl zum Präsidenten der Deutschen Gesellschaft für Chirurgie
- 1962 Verdienstorden der Bundesrepublik Deutschland, Großes Verdienstkreuz
- 1965 Dr. med. h. c. der Martin-Luther-Universität Halle-Wittenberg in Anerkennung der Verdienste um die Chirurgie aus Anlass der 50-jährigen Wiederkehr des Promotionstages

## Publikationen
- mehr als 300 Handbuchartikel und Monographien
- seit 1931 diverse Handbücher über ärztliche Begutachtung und das Versicherungswesen
- 7. Auflage der Bier-Braun-Kümmell´schen Operationslehre in Zusammenarbeit mit Erwin Gohrbandt und Ferdinand Sauerbruch
- Entwicklung diverser Operations- und Untersuchungsverfahren